# Asuni
Asuni (sardisk: Asùni) er en by og en kommune (comune) i provinsen Oristano i regionen Sardinien i Italien. Byen ligger i 233 meters højde og har 345 indbyggere (2016). Kommunen har et areal på 21,34 km² og grænser til kommunerne Laconi, Ruinas, Samugheo, Senis og Villa Sant'Antonio.